# Джиджибой, Джамсетджи
Сэр Джамсетджи Джиджибой (англ. Sir Jamsetjee Jejeebhoy; 15 июля 1783, Бомбей — 14 апреля 1859, Бомбей) — индийский предприниматель, баронет.

## Биография
Джиджибой происходил из семьи парсов — народа иранского происхождения, переселившегося в Индию из-за экспансии ислама. Отец и мать Джамсетджи умерли, когда ему было шестнадцать лет, и юноша перешёл под опеку дяди. Вскоре он решил заняться коммерцией.
Ранняя карьера Джиджибоя пришлась на разгар наполеоновских войн. В феврале 1804 года, возвращаясь из Китая, флот Ост-Индской компании с Джиджибоем на борту одного из кораблей подвергся нападению французской эскадры. Французы не смогли добиться успеха, так и не рискнув толком вступить в сражение. В другой раз корабль «Брансуик» был захвачен французами и Джиджибой оказался в тюрьме на мысе Доброй Надежды. Там он близко сошёлся с Уильямом Джардином — молодым шотландским хирургом, служащим Ост-Индской компании. Джиджибой и Джардин стали друзьями и поддерживали переписку до конца жизни последнего.
Джиджибой, как и многие другие коммерсанты, занимался экспортом хлопка и опиума в Китай. В 1814 году он приобрёл свой первый корабль, «Good Success»; в 1818 году была образована компания «Jamsetjee Jejeebhoy & Co». Крупнейшим партнёром для неё стала фирма «Jardine, Matheson & Co», которую основали Уильям Джардин и Джеймс Мэтисон. Она базировалась в Кантоне и обеспечивала посредничество между Джиджибоем и его клиентами в Китае. Наиболее прибыльной частью этого бизнеса была торговля опиумом. Именно она позволила Джиджибою заработать большую часть своего состояния и выдвинуться в число богатейших индийских предпринимателей, торговавших с Китаем.

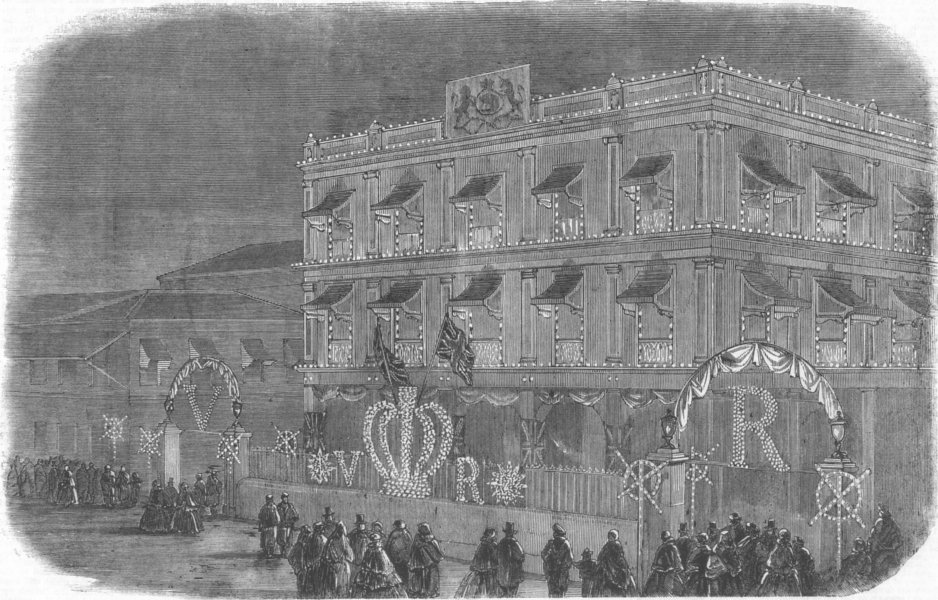
Резиденция Джиджибоя («The Illustrated London News», 1858)

В 1823 году Джиджибой вошёл в орган самоуправления общины парсов (панчаят парсов Бомбея). С начала 1830-х годов он становится лидером всей общины и её представителем для британских властей. 25 мая 1842 года Джиджибой первым из индийцев был возведён в рыцарское достоинство.

## Благотворительность

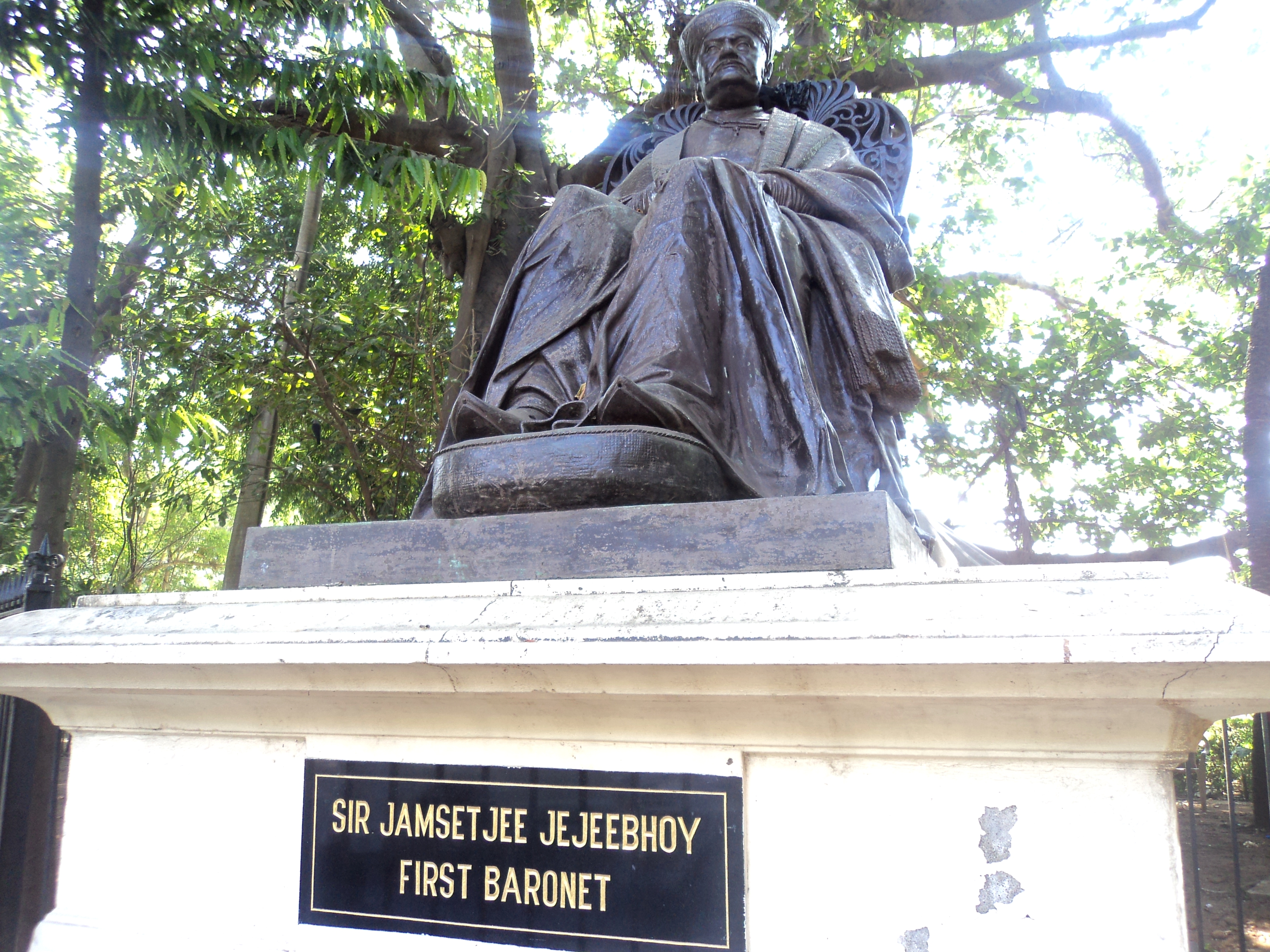
Статуя Джиджибоя в Мумбаи

Джиджибой известен как благотворитель и меценат. При его поддержке основано множество образовательных и медицинских учреждений в Бомбее, Навсари, Сурате и Пуне. Среди них публичный госпиталь, работавший по методам западной медицины (сейчас Grant Medical College and Sir Jamsetjee Jeejeebhoy Group of Hospitals, 1845), и первая в Индии профессиональная школа искусств (Sir Jamsetjee Jejeebhoy School of Art, 1857). В знак признания своих заслуг 24 мая 1857 года Джиджибой получил от королевы Виктории титул баронета, чего раньше не удостаивался никто из жителей Индии.

## Семья
Джиджибой женился на дочери дяди-опекуна, Авабаи, в 1803 году. У них родились дочь и трое сыновей, старший из которых унаследовал отцовский титул.